# Die grünen Jahre
Die grünen Jahre (Originaltitel: Os Verdes Anos) ist ein Hauptwerk des Neuen Portugiesischen Films des Regisseurs Paulo Rocha aus dem Jahr 1963. In der DDR lief der Film unter dem Titel Die jungen Jahre.

## Handlung
Der 19-jährige Júlio  kommt vom Land in die große Stadt und beginnt eine Beziehung zur gleichaltrigen Ilda. Unfähig, sich in der modernen Gesellschaft zurechtzufinden, von Misstrauen und Enttäuschung geplagt, endet Júlios Beziehung zu Ilda dramatisch.

## Rezeption
Die Handlung wird hier nicht als einfaches Melodram erzählt, sondern als Geschichte, die die Moderne und ihre Problematik zeigt. Júlio ist aus wirtschaftlichen Gründen in die Stadt gekommen. Doch sie erweist sich für ihn als unmenschlich, und er unterliegt am Ende der bedrohlichen und unpersönlichen Moderne, dargestellt durch ihn einkesselnde und anleuchtende Autos auf der Straße, nach seiner fatalen Kurzschlusshandlung.
Der Film wurde von der Filmkritik auch als Anklage des Estado Novo-Regimes verstanden. Er stellt den gutmütigen Portugiesen Júlio mit traditionellen Werten und eingeengtem Weltbild dar, der unvorbereitet und gegen den Lauf der Geschichte, überrumpelt von der unaufhaltsam hereinbrechenden Moderne, zurück in seine kleine ländliche Welt fliehen will. Dies gelingt ihm selbst um den Preis von Lebensglück und sogar Menschenleben nicht. Auch die dargestellten Zwänge, sowohl der Auswanderung aus wirtschaftlichen Gründen, als auch der unumgängliche Militärdienst im ausgebrochenen Portugiesischen Kolonialkrieg, und die gezeigte Ausbeutung der modernen Arbeitnehmer (Sonntagsarbeit z. B.) wurden als indirekt dargestellte Kritik gesehen.
Die neuartige Sichtweise der Kamera, die die Bewegungen und Blicke genau zeigt, dazu das besondere Tempo des Schnitts und die realitätsnahen, plastischen Einstellungen grenzten den Film von den bisherigen Werken des portugiesischen Kinos auch technisch ab. Nachdem der Portugiesische Film sich seit den späten 40ern immer mehr von der Alltagsrealität der Portugiesen entfernt hatte, war dies erstmals wieder ein Kino, das mit der tatsächlichen Situation im Land im Einklang war. Auch wenn Manoel de Oliveiras Acto da Primavera (seit 1959 gedreht und 1963 veröffentlicht) als ein Vorläufer gilt, so sieht die internationale Kritik erst in Os Verdes Anos das erste Werk des neuen portugiesischen Films, dem Novo Cinema.
Die Filmmusik von Carlos Paredes, der zeitgemäße Klänge auf der traditionellen Portugiesischen Gitarre spielte, trug durch seine sensible Komposition und gleichzeitig gefühlvolle und klare Darbietung maßgeblich zum Erfolg des Films bei, und wurde selbst populär.
Der Film errang das Silberne Segel beim Filmfestival Locarno 1964, einen Preis des Filmfestivals 1965 in Acapulco, und eine Ehrennennung beim Filmfestival Valladolid 1965.

„Preisgekrönter Spielfilm, der Poesie und Realismus verbindet. Er leitete seinerzeit eine neue Ära im Filmschaffen Portugals ein.“